# Liste des députés de la douzième législature du Landtag de Bade-Wurtemberg
Les députés de la douzième législature du Landtag de Bade-Wurtemberg sont les députés du Landtag de Bade-Wurtemberg élus lors des élections régionales de 1996 en Bade-Wurtemberg pour la période 1996-2001.

## Liste des députés
| Député                    | Groupe parlementaire | Circonscription              | Mandat                         | Résultat | Remarques                                                            |
| ------------------------- | -------------------- | ---------------------------- | ------------------------------ | -------- | -------------------------------------------------------------------- |
| Wolfgang Bebber           | SPD                  | 19 Eppingen                  | Zweitmandat                    | 27,9 %   |                                                                      |
| Ernst Behringer           | CDU                  | 70 Sigmaringen               | Direktmandat                   | 52,5 %   |                                                                      |
| Birgitt Bender            | Grüne                | 01 Stuttgart II              | Zweitmandat                    | 22,6 %   |                                                                      |
| Hans-Michael Bender       | CDU                  | 28 Karlsruhe II              | Direktmandat                   | 38,1 %   |                                                                      |
| Heiderose Berroth         | FDP/DVP              | 06 Leonberg                  | Zweitmandat                    | 11,2 %   |                                                                      |
| Dietrich Birk             | CDU                  | 10 Göppingen                 | Direktmandat                   | 36,8 %   |                                                                      |
| Frieder Birzele           | SPD                  | 10 Göppingen                 | Zweitmandat                    | 28,0 %   |                                                                      |
| Ingrid Blank              | CDU                  | 27 Karlsruhe I               | Direktmandat                   | 36,6 %   |                                                                      |
| Gerhard Bloemecke         | CDU                  | 36 Mannheim II               | Direktmandat                   | 39,4 %   |                                                                      |
| Stephan Braun             | SPD                  | 05 Böblingen                 | Zweitmandat                    | 24,4 %   |                                                                      |
| Rainer Brechtken          | SPD                  | 15 Waiblingen                | Zweitmandat                    | 25,1 %   |                                                                      |
| Carla Bregenzer           | SPD                  | 08 Kirchheim unter Teck      | Zweitmandat                    | 26,1 %   |                                                                      |
| Carmina Brenner           | CDU                  | 45 Freudenstadt              | Direktmandat                   | 44,7 %   |                                                                      |
| Ulrich Brinkmann          | SPD                  | 48 Breisgau                  | Zweitmandat                    | 24,0 %   | décédé le 1er décembre 2000 (remplacé par Hans Vogt (de))            |
| Johannes Buchter          | Grüne                | 06 Leonberg                  | Zweitmandat                    | 13,8 %   |                                                                      |
| Walter Caroli             | SPD                  | 50 Lahr                      | Zweitmandat                    | 27,5 %   |                                                                      |
| Alfred Dagenbach          | REP                  | 20 Neckarsulm                | Zweitmandat                    | 13,2 %   |                                                                      |
| Ulrich Deuschle           | REP                  | 08 Kirchheim                 | Zweitmandat                    | 12,3 %   |                                                                      |
| Jörg Döpper               | CDU                  | 09 Nürtingen                 | Direktmandat                   | 37,9 %   |                                                                      |
| Walter Döring             | FDP/DVP              | 22 Schwäbisch Hall           | Zweitmandat                    | 19,7 %   |                                                                      |
| Richard Drautz            | FDP/DVP              | 19 Eppingen                  | Zweitmandat                    | 12,4 %   |                                                                      |
| Wolfgang Drexler          | SPD                  | 07 Esslingen am Neckar       | Zweitmandat                    | 28,1 %   |                                                                      |
| Egon Eigenthaler          | REP                  | 09 Nürtingen                 | Zweitmandat                    | 10,6 %   |                                                                      |
| Marianne Erdrich-Sommer   | Grüne                | 08 Kirchheim                 | Zweitmandat                    | 11,5 %   |                                                                      |
| Beate Fauser              | FDP/DVP              | 43 Calw                      | Zweitmandat                    | 10,3 %   |                                                                      |
| Günter Fischer            | SPD                  | 27 Karlsruhe I               | Zweitmandat                    | 27,2 %   |                                                                      |
| Gundolf Fleischer         | CDU                  | 48 Breisgau                  | Direktmandat                   | 42,9 %   |                                                                      |
| Hans Freudenberg          | FDP/DVP              | 39 Weinheim                  | Zweitmandat                    | 11,2 %   | démissionne le 11 décembre 1998 (remplacé par Lieselotte Schweikert) |
| Horst Glück               | FDP/DVP              | 61 Heichingen-Münsingen      | Zweitmandat                    | 16,1 %   |                                                                      |
| Karl Göbel                | CDU                  | 64 Ulm                       | Direktmandat                   | 40,2 %   |                                                                      |
| Heinz Goll                | SPD                  | 32 Rastatt                   | Zweitmandat                    | 27,1 %   |                                                                      |
| Ingeborg Gräßle           | CDU                  | 24 Heidenheim                | Direktmandat                   | 36,4 %   |                                                                      |
| Rosa Grünstein            | SPD                  | 40 Schwetzingen              | suppléante pour un Zweitmandat | 32,6 %   | remplace Karl-Peter Wettstein le 4 janvier 2000                      |
| Stephanie Günther         | Grüne                | 48 Breisgau                  | Zweitmandat                    | 15,4 %   |                                                                      |
| Alfred Haas               | CDU                  | 49 Emmendingen               | Direktmandat                   | 42,2 %   |                                                                      |
| Heinrich Haasis           | CDU                  | 63 Balingen                  | Direktmandat                   | 47,2 %   |                                                                      |
| Reinhard Hackl            | Grüne                | 05 Böblingen                 | Zweitmandat                    | 12,6 %   | démissionne le 15 mai 2000 (remplacé par Marianne Jäger)             |
| Peter Hauk                | CDU                  | 38 Neckar-Odenwald           | Direktmandat                   | 49,9 %   |                                                                      |
| Eduard Hauser             | REP                  | 55 Tuttlingen-Donaueschingen | Zweitmandat                    | 7,5 %    |                                                                      |
| Rudolf Hausmann           | SPD                  | 60 Reutlingen                | Zweitmandat                    | 23,1 %   |                                                                      |
| Ursula Haußmann           | SPD                  | 26 Aalen                     | suppléante pour un Zweitmandat | 30,8 %   | remplace Ulrich Pfeifle le 3 novembre 1997                           |
| Karl Hehn                 | CDU                  | 21 Hohenlohe                 | Direktmandat                   | 41,9 %   |                                                                      |
| Walter Heiler             | SPD                  | 29 Bruchsal                  | Zweitmandat                    | 25,7 %   |                                                                      |
| Hans Heinz                | CDU                  | 16 Schorndorf                | Direktmandat                   | 36,0 %   |                                                                      |
| Michael Herbricht         | REP                  | 19 Eppingen                  | Zweitmandat                    | 12,7 %   |                                                                      |
| Klaus Herrmann            | CDU                  | 12 Ludwigsburg               | Direktmandat                   | 35,5 %   |                                                                      |
| Dietrich Hildebrandt      | Grüne                | 34 Heidelberg                | Zweitmandat                    | 20,5 %   |                                                                      |
| Jürgen Hofer              | FDP/DVP              | 16 Schorndorf                | Zweitmandat                    | 14,2 %   |                                                                      |
| Josef Huchler             | REP                  | 66 Biberach                  | Zweitmandat                    | 10,9 %   |                                                                      |
| Michael Jacobi            | Grüne                | 14 Bietigheim-Bissingen      | Zweitmandat                    | 15,2 %   |                                                                      |
| Marianne Jäger            | Grüne                | 05 Böblingen                 | Zweitmandat                    | 12,6 %   | remplace Reinhard Hackl le 19 mai 2000                               |
| Hans Georg Junginger      | SPD                  | 39 Weinheim                  | Zweitmandat                    | 28,4 %   |                                                                      |
| Christian Käs             | REP                  | 53 Rottweil                  | Zweitmandat                    | 9,5 %    |                                                                      |
| Ernst Keitel              | CDU                  | 22 Schwäbisch Hall           | Direktmandat                   | 30,6 %   |                                                                      |
| Helmut Kiefl              | CDU                  | 68 Wangen                    | Direktmandat                   | 50,5 %   |                                                                      |
| Friedrich-Wilhelm Kiel    | FDP/DVP              | 15 Waiblingen                | Zweitmandat                    | 14,8 %   |                                                                      |
| Bernd Kielburger          | SPD                  | 44 Enz                       | Zweitmandat                    | 26,0 %   |                                                                      |
| Ekkehard Kiesswetter      | FDP/DVP              | 02 Stuttgart II              | Zweitmandat                    | 14,9 %   |                                                                      |
| Birgit Kipfer             | SPD                  | 06 Leonberg                  | Zweitmandat                    | 23,0 %   |                                                                      |
| Dieter Kleinmann          | FDP/DVP              | 53 Rottweil                  | Zweitmandat                    | 10,0 %   |                                                                      |
| Hagen Kluck               | FDP/DVP              | 60 Reutlingen                | Zweitmandat                    | 10,7 %   |                                                                      |
| Eugen Klunzinger          | CDU                  | 05 Böblingen                 | Direktmandat                   | 40,1 %   |                                                                      |
| Rudolf Köberle            | CDU                  | 69 Ravensburg                | Direktmandat                   | 49,0 %   |                                                                      |
| Lothar König (en)         | REP                  | 43 Calw                      | Zweitmandat                    | 13,1 %   |                                                                      |
| Winfried Kretschmann      | Grüne                | 09 Nürtingen                 | Zweitmandat                    | 13,9 %   |                                                                      |
| Wolfram Krisch            | REP                  | 12 Ludwigsburg               | Zweitmandat                    | 11,8 %   |                                                                      |
| Fritz Kuhn                | Grüne                | 02 Stuttgart II              | Zweitmandat                    | 17,0 %   | démissionne le 27 juin 2000 (remplacé par Phillip Müller)            |
| Ursula Kuri               | CDU                  | 47 Freiburg II               | Direktmandat                   | 30,5 %   |                                                                      |
| Rolf Kurz                 | CDU                  | 15 Waiblingen                | Direktmandat                   | 34,5 %   |                                                                      |
| Ursula Lazarus            | CDU                  | 33 Baden-Baden               | Direktmandat                   | 49,0 %   |                                                                      |
| Johanna Lichy             | CDU                  | 18 Heilbronn                 | Direktmandat                   | 35,8 %   |                                                                      |
| Manfred List              | CDU                  | 14 Bietigheim-Bissingen      | Direktmandat                   | 37,4 %   |                                                                      |
| Eberhard Lorenz           | SPD                  | 64 Ulm                       | Zweitmandat                    | 25,8 %   |                                                                      |
| Stefan Mappus             | CDU                  | 42 Pforzheim                 | Direktmandat                   | 41,0 %   |                                                                      |
| Ulrich Maurer             | SPD                  | 03 Stuttgart III             | Zweitmandat                    | 28,9 %   |                                                                      |
| Paul-Stefan Mauz          | CDU                  | 61 Hechingen-Münsingen       | Direktmandat                   | 41,0 %   |                                                                      |
| Gerhard Mayer-Vorfelder   | CDU                  | 02 Stuttgart II              | Direktmandat                   | 33,7 %   |                                                                      |
| Gisela Meister-Scheufelen | CDU                  | 08 Kirchheim                 | Direktmandat                   | 37,7 %   | démissionne le 31 mars 2000 (remplacé par Dirk Ommeln)               |
| Herbert Moser             | SPD                  | 55 Tuttlingen-Donaueschingen | Zweitmandat                    | 21,1 %   |                                                                      |
| Hermann Mühlbeyer         | CDU                  | 20 Neckarsulm                | Direktmandat                   | 39,9 %   |                                                                      |
| Phillip Müller            | Grüne                | 02 Stuttgart II              | suppléant pour un Zweitmandat  | 17,0 %   | remplace Fritz Kuhn le 19 juillet 2000                               |
| Ulrich Müller             | CDU                  | 67 Bodensee                  | Direktmandat                   | 44,2 %   |                                                                      |
| Walter Müller             | SPD                  | 22 Schwäbisch Hall           | Zweitmandat                    | 24,8 %   |                                                                      |
| Max Nagel                 | SPD                  | 35 Mannheim I                | Direktmandat                   | 40,1 %   |                                                                      |
| Veronika Netzhammer       | CDU                  | 57 Singen                    | Direktmandat                   | 44,9 %   |                                                                      |
| Ulrich Noll               | FDP/DVP              | 09 Nürtingen                 | Zweitmandat                    | 11,8 %   |                                                                      |
| Thomas Oelmayer           | Grüne                | 64 Ulm                       | Zweitmandat                    | 15,5 %   |                                                                      |
| Günther Oettinger         | CDU                  | 13 Vaihingen                 | Direktmandat                   | 39,6 %   |                                                                      |
| Dirk Ommeln               | CDU                  | 08 Kirchheim                 | suppléant pour un Direktmandat | 37,7 %   | remplace Gisela Meister-Scheufelen le 10 avril 2000                  |
| Ulrich Pfeifle            | SPD                  | 26 Aalen                     | Zweitmandat                    | 30,8 %   | démissionne le 31 octobre 1997 (remplacé par Ursula Haußmann)        |
| Ernst Pfister             | FDP/DVP              | 55 Tuttlingen-Donaueschingen | Zweitmandat                    | 10,8 %   |                                                                      |
| Werner Pfisterer          | CDU                  | 34 Heidelberg                | Direktmandat                   | 36,1 %   |                                                                      |
| Dieter Puchta             | SPD                  | 59 Waldshut                  | Zweitmandat                    | 26,2 %   |                                                                      |
| Klaus Rapp                | REP                  | 44 Enz                       | Zweitmandat                    | 15,4 %   |                                                                      |
| Renate Rastätter          | Grüne                | 27 Karlsruhe I               | Zweitmandat                    | 17,1 %   |                                                                      |
| Helmut Rau                | CDU                  | 50 Lahr                      | Direktmandat                   | 45,6 %   |                                                                      |
| Heribert Rech             | CDU                  | 29 Bruchsal                  | Direktmandat                   | 46,9 %   |                                                                      |
| Ludger Reddemann          | CDU                  | 46 Freiburg I                | Direktmandat                   | 38,9 %   |                                                                      |
| Julius Redling            | SPD                  | 54 Villingen-Schwenningen    | Zweitmandat                    | 22,7 %   |                                                                      |
| Peter Reinelt             | SPD                  | 58 Lörrach                   | Zweitmandat                    | 32,3 %   |                                                                      |
| Wolfgang Reinhart         | CDU                  | 23 Main-Tauber               | Direktmandat                   | 50,7 %   |                                                                      |
| Annemie Renz              | Grüne                | 60 Reutlingen                | Zweitmandat                    | 14,7 %   |                                                                      |
| Friedhelm Repnik          | CDU                  | 62 Tübingen                  | Direktmandat                   | 35,2 %   |                                                                      |
| Wolfgang Rückert          | CDU                  | 06 Leonberg                  | Direktmandat                   | 40,5 %   |                                                                      |
| Robert Ruder              | CDU                  | 51 Offenburg                 | Direktmandat                   | 47,8 %   |                                                                      |
| Christine Rudolf          | SPD                  | 14 Bietigheim-Bissingen      | suppléante pour un Zweitmandat | 23,2 %   | remplace Harald B. Schäfer le 5 juin 1996                            |
| Dieter Salomon            | Grüne                | 47 Freiburg II               | Zweitmandat                    | 24,9 %   |                                                                      |
| Günther Schäfer           | Grüne                | 56 Konstanz                  | Zweitmandat                    | 18,9 %   |                                                                      |
| Harald B. Schäfer         | SPD                  | 14 Bietigheim-Bissingen      | Zweitmandat                    | 23,2 %   | démissionne le 4 juin 1996 (remplacé par Christine Rudolf)           |
| Thomas Schäuble           | CDU                  | 32 Rastatt                   | Direktmandat                   | 47,9 %   |                                                                      |
| Hermann Schaufler         | CDU                  | 60 Reutlingen                | Direktmandat                   | 39,9 %   |                                                                      |
| Gerd Scheffold            | CDU                  | 66 Biberach                  | Direktmandat                   | 52,9 %   |                                                                      |
| Stefan Scheffold          | CDU                  | 25 Schwäbisch Gmünd          | Direktmandat                   | 44,2 %   |                                                                      |
| Winfried Scheuermann      | CDU                  | 44 Enz                       | Direktmandat                   | 34,3 %   |                                                                      |
| Sabine Schlager           | Grüne                | 62 Tübingen                  | Zweitmandat                    | 19,3 %   |                                                                      |
| Rolf Schlierer            | REP                  | 14 Bietigheim-Bissingen      | Zweitmandat                    | 11,9 %   |                                                                      |
| Nils Schmid               | SPD                  | 09 Nürtingen                 | suppléant pour un Zweitmandat  | 23,6 %   | remplace Werner Weinmann                                             |
| Roland Schmid             | CDU                  | 04 Stuttgart IV              | Direktmandat                   | 34,6 %   |                                                                      |
| Claus Schmiedel           | SPD                  | 12 Ludwigsburg               | Zweitmandat                    | 25,5 %   |                                                                      |
| Alfred Schöffler          | SPD                  | 20 Neckarsulm                | Zweitmandat                    | 28,5 %   |                                                                      |
| Alexander Schonath        | REP                  | 22 Schwäbisch Hall           | Zweitmandat                    | 12,3 %   |                                                                      |
| Franz Schuhmacher         | CDU                  | 55 Tuttlingen-Donaueschingen | Direktmandat                   | 48,6 %   |                                                                      |
| Lieselotte Schweikert     | FDP/DVP              | 39 Weinheim                  | suppléante pour un Zweitmandat | 11,2 %   | remplace Hans Freudenberg le 15 décembre 1998                        |
| Rosely Schweizer          | CDU                  | 17 Backnang                  | Direktmandat                   | 34,0 %   |                                                                      |
| Hermann Seimetz           | CDU                  | 11 Geislingen                | Direktmandat                   | 39,2 %   |                                                                      |
| Rolf Seltenreich          | SPD                  | 36 Mannheim II               | Zweitmandat                    | 30,6 %   |                                                                      |
| Michael Sieber            | CDU                  | 37 Wiesloch                  | Direktmandat                   | 43,3 %   |                                                                      |
| Helga Solinger            | SPD                  | 02 Stuttgart II              | Zweitmandat                    | 24,3 %   |                                                                      |
| Dieter Spöri              | SPD                  | 18 Heilbronn                 | Zweitmandat                    | 33,8 %   |                                                                      |
| Willi Stächele            | CDU                  | 52 Kehl                      | Direktmandat                   | 49,9 %   |                                                                      |
| Wolfgang Staiger          | SPD                  | 24 Heidenheim                | Zweitmandat                    | 29,6 %   |                                                                      |
| Eva Stanienda             | CDU                  | 01 Stuttgart I               | Direktmandat                   | 31,9 %   |                                                                      |
| Hans-Jochem Steim         | CDU                  | 53 Rottweil                  | Direktmandat                   | 45,8 %   |                                                                      |
| Gerhard Stolz             | Grüne                | 28 Karlsruhe II              | Zweitmandat                    | 16,4 %   |                                                                      |
| Gerhard Stratthaus        | CDU                  | 40 Schwetzingen              | Direktmandat                   | 41,6 %   |                                                                      |
| Peter Straub              | CDU                  | 59 Waldshut                  | Direktmandat                   | 44,5 %   |                                                                      |
| Gerd Teßmer               | SPD                  | 38 Neckar-Odenwald           | Zweitmandat                    | 25,3 %   |                                                                      |
| Erwin Teufel              | CDU                  | 54 Villingen-Schwenningen    | Direktmandat                   | 50,9 %   |                                                                      |
| Renate Thon               | Grüne                | 44 Enz                       | Zweitmandat                    | 10,8 %   |                                                                      |
| Arnold Tölg               | CDU                  | 43 Calw                      | Direktmandat                   | 42,1 %   |                                                                      |
| Karl Traub                | CDU                  | 65 Ehingen                   | Direktmandat                   | 48,5 %   |                                                                      |
| Heinz Troll               | REP                  | 29 Bruchsal                  | Zweitmandat                    | 11,8 %   |                                                                      |
| Klaus von Trotha          | CDU                  | 56 Konstanz                  | Direktmandat                   | 40,8 %   |                                                                      |
| Ewald Veigel              | FDP/DVP              | 44 Enz                       | Zweitmandat                    | 11,1 %   |                                                                      |
| Erwin Vetter              | CDU                  | 31 Ettlingen                 | Direktmandat                   | 48,8 %   |                                                                      |
| Hans Vogt (de)            | SPD                  | 48 Breisgau                  | suppléant pour un Zweitmandat  | 24,0 %   | remplace Ulrich Brinkmann le 12 décembre 2000                        |
| Christa Vossschulte       | CDU                  | 07 Esslingen                 | Direktmandat                   | 37,7 %   |                                                                      |
| Gustav Wabro              | CDU                  | 26 Aalen                     | Direktmandat                   | 46,4 %   |                                                                      |
| Georg Wacker              | CDU                  | 39 Weinheim                  | Direktmandat                   | 39,4 %   |                                                                      |
| Jürgen Walter             | Grüne                | 12 Ludwigsburg               | Zweitmandat                    | 14,8 %   |                                                                      |
| Gerd Weimer               | SPD                  | 62 Tübingen                  | Zweitmandat                    | 24,8 %   |                                                                      |
| Werner Weinmann           | SPD                  | 09 Nürtingen                 | Zweitmandat                    | 23,6 %   | décédé le 13 février 1997 (remplacé par Nils Schmid)                 |
| Gerhard Weiser            | CDU                  | 41 Sinsheim                  | Direktmandat                   | 42,2 %   |                                                                      |
| Karl-Peter Wettstein      | SPD                  | 40 Schwetzingen              | Zweitmandat                    | 32,6 %   | démissionne le 3 janvier 2000 (remplacé par Rosa Grünstein)          |
| Franz Wieser              | CDU                  | 30 Bretten                   | Direktmandat                   | 40,6 %   |                                                                      |
| Rolf Wilhelm              | REP                  | 61 Hechingen-Münsingen       | Zweitmandat                    | 10,1 %   |                                                                      |
| Clemens Winckler          | CDU                  | 03 Stuttgart III             | Direktmandat                   | 34,1 %   |                                                                      |
| Peter Wintruff            | SPD                  | 30 Bretten                   | Zweitmandat                    | 27,0 %   |                                                                      |
| Walter Witzel             | Grüne                | 46 Freiburg I                | Zweitmandat                    | 23,0 %   |                                                                      |
| Marianne Wonnay           | SPD                  | 49 Emmendingen               | Zweitmandat                    | 27,7 %   |                                                                      |
| Martin Zeiher             | CDU                  | 58 Lörrach                   | Direktmandat                   | 36,9 %   |                                                                      |
| Norbert Zeller            | SPD                  | 67 Bodensee                  | Zweitmandat                    | 21,3 %   |                                                                      |
| Gerd Zimmermann           | CDU                  | 19 Eppingen                  | Direktmandat                   | 35,5 %   |                                                                      |